# Том Пети енд дъ Хартбрейкърс
Том Пети енд дъ Хартбрейкърс (на английски: Tom Petty and the Heartbreakers) е американска рок група.
Тя е създадена през 1976 година в Гейнсвил, Флорида, на основата на по-ранната група Мъдкръч. Групата изиграва важна роля в популяризирането на хартланд рока от средата на 70-те години с поредица хитове, като „Breakdown“ (1976), „American Girl“ (1977), „Refugee“ (1980), „The Waiting“ (1981).